# 购物车

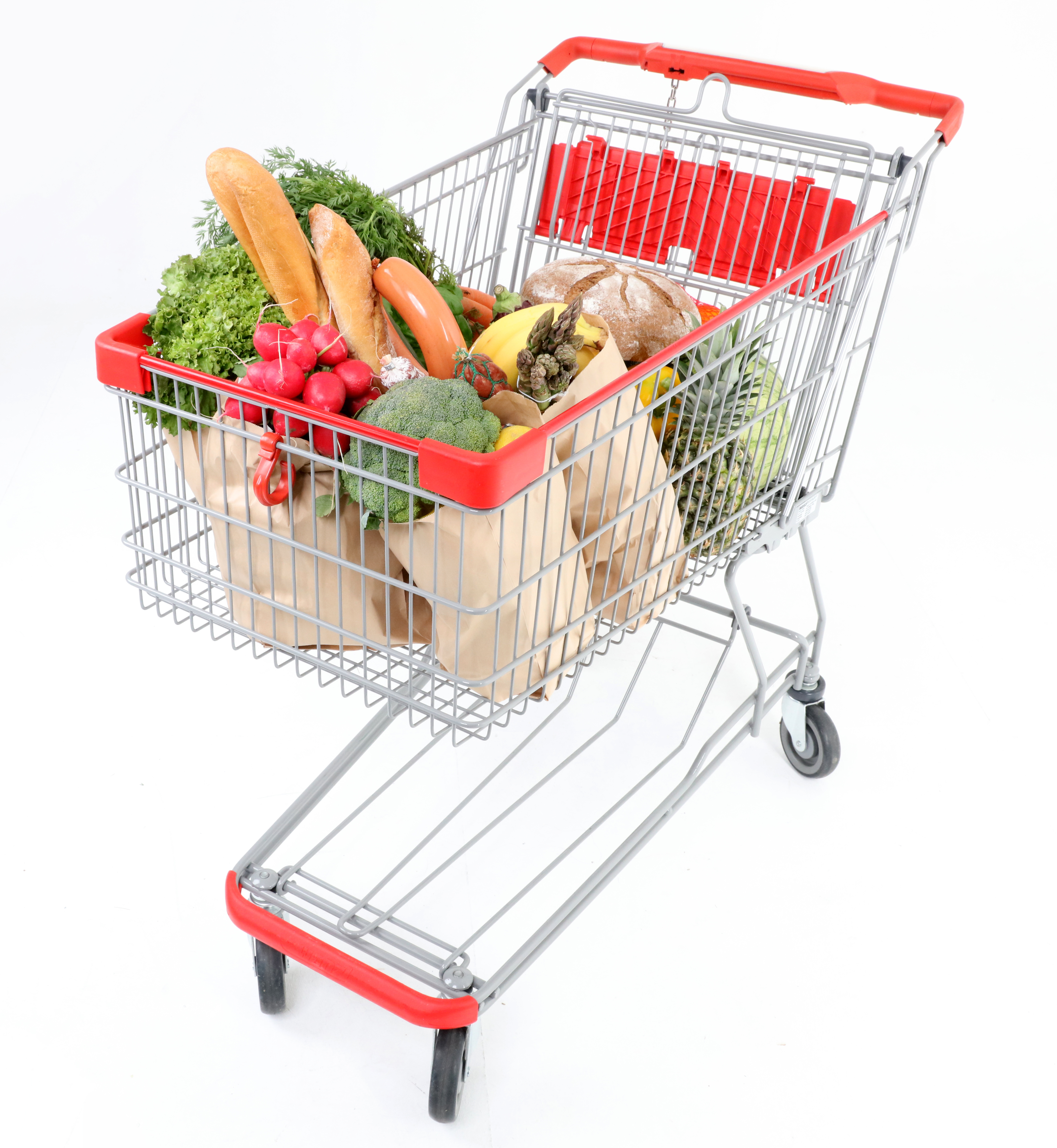
购物车

购物车或手推车是由商店、店铺或超市提供的一种底部帶有小車輪的推车，供顾客在店内购物时使用，顧客可以用手推車來运送挑選的商品，然后推著手推車來到收银台結賬。